# Grammoceras
Grammoceras – rodzaj głowonogów z wymarłej podgromady amonitów, z rzędu Ammonitida.
Żył w epoce wczesnej jury (toark).